# Лерте
Лерте (нем. Lehrte) — город в Германии, в земле Нижняя Саксония.
Входит в состав района Ганновер. Население составляет 43 259 человек (на 31 декабря 2010 года). Занимает площадь 127 км². Официальный код — 03 2 41 011.
Город подразделяется на 9 городских районов.

## Население
| Год  | Население |
| ---- | --------- |
| 1990 | 39 925    |
| 1995 | 41 704    |
| 2000 | 43 500    |
| 2005 | 44 045    |
| 2010 | 43 339    |

## Фотографии

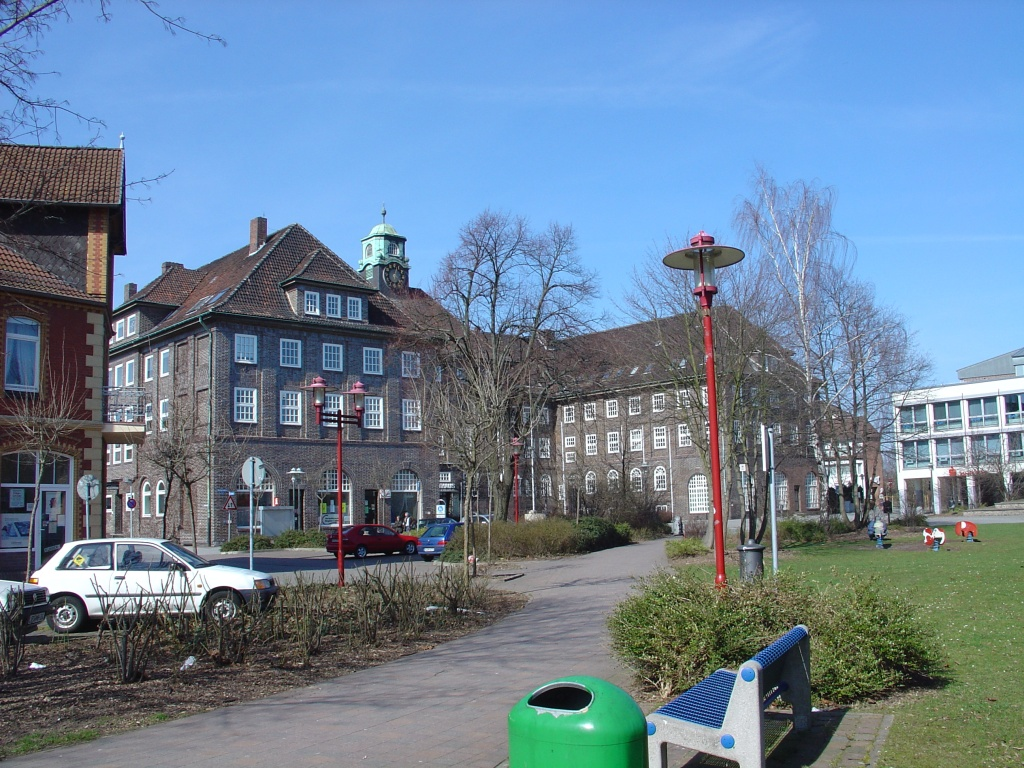
Ратуша
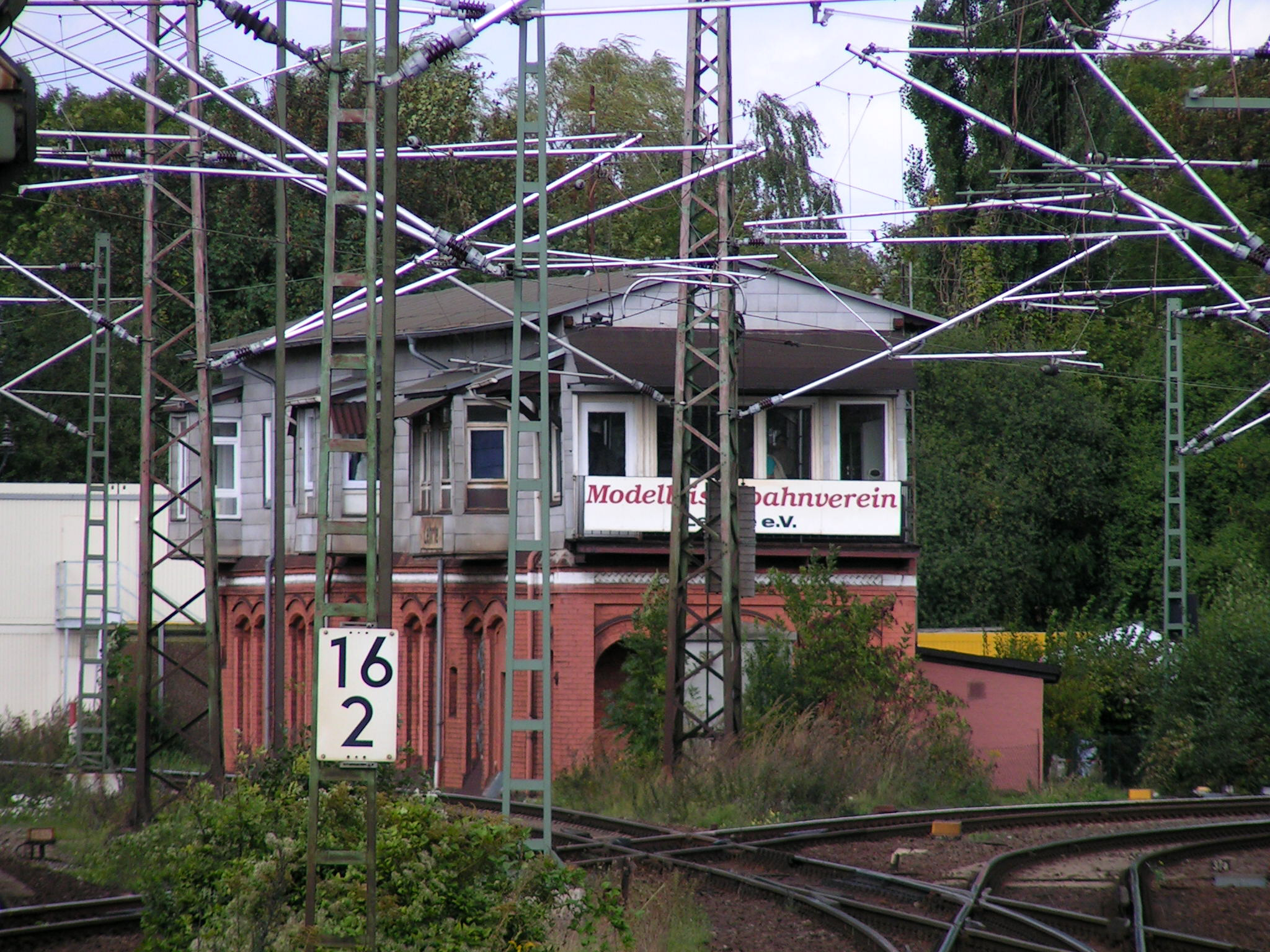
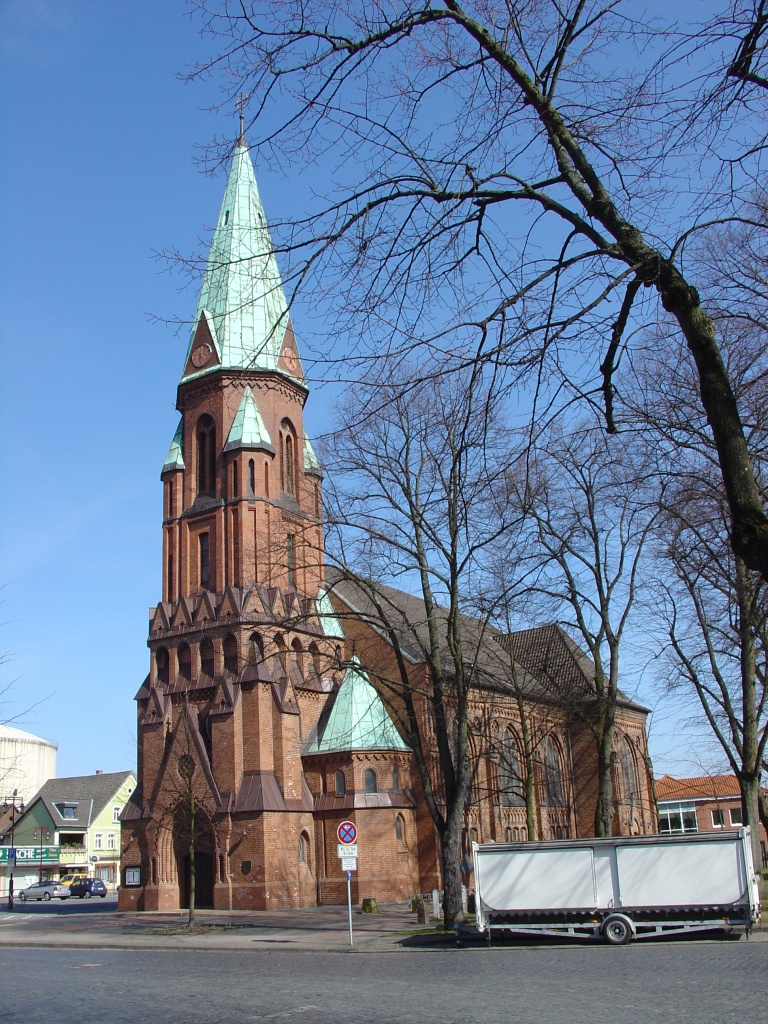